# Xenoecista
Xenoecista là một chi bướm đêm thuộc họ Geometridae.